# Blåstrupig skogsjuvel
Blåstrupig skogsjuvel (Myrtis fanny) är en fågel i familjen kolibrier.

## Utseende
Blåstrupig skogsjuvel är en liten kolibri med något nedåtböjd näbb. Hanen har glittrande blå strupe, nedertill kantad av lila. Honan har rostfärgad anstrykning på vit undersida.

## Utbredning och systematik
Blåstrupig skogsjuvel delas in i två underarter:
- M. f. fanny – förekommer från västra och sydöstra Ecuador till västra Peru (från Piura till Arequipa)
- M. f. megalura – förekommer i norra Peru (från Cajabamba till La Libertad och nordvästligaste Huánuco)

Arten är den enda i släktet Myrtis. 

## Levnadssätt
Blåstrupig skogsjuvel hittas i torra buskrika miljöer i Anderna, i Peru även i kustnära öknar. Hanen utför en svepande U-formad spelflykt, alternerande mellan ljust kvitter och mörkare mekaniska läten. Arten har inte noterats besöka fågelmatningar.

## Status
Arten har ett stort utbredningsområde och beståndet anses stabilt. Internationella naturvårdsunionen IUCN listar den därför som livskraftig (LC).

## Namn
Fågelns vetenskapliga artnamn hedrar Françoise ‘Fanny’ Victoire Rosalie Joséphine Gouÿe de Longuemare, gift med franske naturforskaren Agathe-François Gouÿe de Longuemare. På svenska har den även kallats purpurstrupig skogsstjärna.